# ¡Adiós cuñado!
¡Adiós cuñado! es una película de comedia musical mexicana de 1967 dirigida por Rogelio A. González y protagonizada por César Costa, Maricruz Olivier, Alma Delia Fuentes y Regina Torné.

## Sinopsis
El muy responsable y celoso Víctor Sandoval (César Costa) detesta que lo llamen cuñado, pero al estar al cuidado de sus bellas hermanas ha de cumplir la promesa que le hizo a su madre, la de que sus cuatro hermanas contrajeran matrimonio con hombres respetables. Al ser el único hermano, tiene que lidiar con la fase pícara de ser el cuñado de muchos mientras termina sus estudios de ingeniero mecánico.

## Reparto
- César Costa .... Víctor Sandoval (mecánico y estudiante de Ingeniería mecánica)
- Maricruz Olivier .... Julia Pérez (hermana de Raúl)
- Alma Delia Fuentes .... Rosa Sandoval
- Regina Torné .... Rita Sandoval (modelo)
- Héctor Suárez .... Arnulfo "Pistoncito" (ayudante de taller mecánico y enamorado de Ana)
- Rafael del Río .... Raúl Pérez (enamorado de Rosa)
- Irma Lozano .... Sonia Sandoval (defensa central)
- Ana María de Panamá .... Ana Sandoval (mecánica)
- Antonio de Hud .... Ángel (enamorado de Rita)
- Ignacio Calderón .... Nacho Calderón (Futbolista de las ’Chivas del Guadalajara’)
- Fernando Mendoza.... don Ramón (pretendiente de Rosa)
- Leopoldo López....

### Otros Actores
- Gerardo Zepeda "El Chiquilín" .... Enano (jugador de billar)
- Sergio Ramos "El Comanche" .... don Cosme (Policía)
- Consuelo Monteagudo .... (organizadora y juez de concurso de belleza)
- Armando Acosta .... (mesero y aficionado del Club América)
- Eduardo Peña .... (jugador de futbol)

## Locaciones
Este filme fue realizado en la Ciudad de México.